# Robert III de Clermont
Ne doit pas être confondu avec Robert III d'Auvergne ou Robert III (comte de Clermont).
Pour les articles homonymes, voir Robert III.
Robert III, vicomte d'Auvergne, est mort sans postérité après l'an 962.
Il succède à son père Robert II comme seigneur de la ville de Clermont. Son frère Guy lui succède.
Il est attesté comme fils de Robert II par une charte du cartulaire de Sauxillanges qu'il souscrit. Une autre charte, en 980, mentionne une donation de Guy Ier à Cluny pour les âmes de son père, de sa mère et de son frère Robert.

## Famille
Il est le frère de Guy Ier d'Auvergne qui lui succède, et peut-être de Guillaume IV d'Auvergne qui succède à Guy.